# Фоні Яррол
Фоні Яррол — один з 6 районів округу Західний Гамбії. Населення — 5 943 (2003). Фульбе — 20,04 %, мандінка — 24,37 %, 37,96 % — Діола (1993).